# WTA Premier Mandatory
Premier Mandatory was een categorie waaronder bepaalde toernooien van het WTA-tenniscircuit werden georganiseerd in de periode 2009–2020. Toernooien die onder deze categorie vielen, werden beschouwd als de belangrijkste toernooien na de grandslamtoernooien. Deze categorie werd vanaf het WTA-seizoen van 2009 gehanteerd. Voordien werden toernooien onderverdeeld in categorieën van Tier I tot en met Tier V, waarbij de Tier I-categorie de belangrijkste was. Met ingang van het WTA-seizoen van 2021 is deze categorie, gecombineerd met WTA Premier Five, opgevolgd door WTA 1000.

## Lijst van huidige Premier Mandatory-toernooien
Hieronder volgt een overzicht van alle toernooien en titelhoudsters in de categorie Premier Mandatory in 2019. In 2020 heeft geen van deze vier toernooien doorgang gevonden, als gevolg van de coronapandemie.
| toernooi         | titelhoudster enkelspel | sinds      |         |
| ---------------- | ----------------------- | ---------- | ------- |
| WTA Indian Wells | Bianca Andreescu        | 2019-03-17 | details |
| WTA Miami        | Ashleigh Barty          | 2019-03-30 | details |
| WTA Madrid       | Kiki Bertens            | 2019-05-11 | details |
| WTA Peking       | Naomi Osaka             | 2019-10-06 | details |

## Uitslagen per jaar
Hieronder volgt een overzicht van alle gespeelde enkelspelfinales tijdens de looptijd van de categorie Premier Mandatory.

### 2009–2011
| Toernooi         | 2009                                                        | 2010                                                       | 2011                                                        |
| ---------------- | ----------------------------------------------------------- | ---------------------------------------------------------- | ----------------------------------------------------------- |
| WTA Indian Wells | Vera Zvonarjova 7-6, 6-2 (details) Ana Ivanović             | Jelena Janković 6-2, 6-4 (details) Caroline Wozniacki      | Caroline Wozniacki 6-1, 2-6, 6-3 (details) Marion Bartoli   |
| WTA Miami        | Viktoryja Azarenka 6-3, 6-1 (details) Serena Williams       | Kim Clijsters 6-2, 6-1 (details) Venus Williams            | Viktoryja Azarenka 6-1, 6-4 (details) Maria Sjarapova       |
| WTA Madrid       | Dinara Safina 6-2, 6-4 (details) Caroline Wozniacki         | Aravane Rezaï 6-2, 7-5 (details) Venus Williams            | Petra Kvitová 7-6, 6-4 (details) Viktoryja Azarenka         |
| WTA Peking       | Svetlana Koeznetsova 6-2, 6-4 (details) Agnieszka Radwańska | Caroline Wozniacki 6-3, 3-6, 6-3 (details) Vera Zvonarjova | Agnieszka Radwańska 7-5, 0-6, 6-4 (details) Andrea Petković |

### 2012–2014
| Toernooi         | 2012                                                   | 2013                                                    | 2014                                                   |
| ---------------- | ------------------------------------------------------ | ------------------------------------------------------- | ------------------------------------------------------ |
| WTA Indian Wells | Viktoryja Azarenka 6-2, 6-3 (details) Maria Sjarapova  | Maria Sjarapova 6-2, 6-2 (details) Caroline Wozniacki   | Flavia Pennetta 6-2, 6-1 (details) Agnieszka Radwańska |
| WTA Miami        | Agnieszka Radwańska 7-5, 6-4 (details) Maria Sjarapova | Serena Williams 4-6, 6-3, 6-0 (details) Maria Sjarapova | Serena Williams 7-5, 6-1 (details) Li Na               |
| WTA Madrid       | Serena Williams 6-1, 6-3 (details) Viktoryja Azarenka  | Serena Williams 6-1, 6-4 (details) Maria Sjarapova      | Maria Sjarapova 1-6, 6-2, 6-3 (details) Simona Halep   |
| WTA Peking       | Viktoryja Azarenka 6-3, 6-1 (details) Maria Sjarapova  | Serena Williams 6-2, 6-2 (details) Jelena Janković      | Maria Sjarapova 6-4, 2-6, 6-3 (details) Petra Kvitová  |

### 2015–2017
| Toernooi         | 2015                                                    | 2016                                                       | 2017                                                        |
| ---------------- | ------------------------------------------------------- | ---------------------------------------------------------- | ----------------------------------------------------------- |
| WTA Indian Wells | Simona Halep 2-6, 7-5, 6-4 (details) Jelena Janković    | Viktoryja Azarenka 6-4, 6-4 (details) Serena Williams      | Jelena Vesnina 6-7, 7-5, 6-4 (details) Svetlana Koeznetsova |
| WTA Miami        | Serena Williams 6-2, 6-0 (details) Carla Suárez Navarro | Viktoryja Azarenka 6-3, 6-2 (details) Svetlana Koeznetsova | Johanna Konta 6-4, 6-3 (details) Caroline Wozniacki         |
| WTA Madrid       | Petra Kvitová 6-1, 6-2 (details) Svetlana Koeznetsova   | Simona Halep 6-2, 6-4 (details) Dominika Cibulková         | Simona Halep 7-5, 6-7, 6-2 (details) Kristina Mladenovic    |
| WTA Peking       | Garbiñe Muguruza 7-5, 6-4 (details) Timea Bacsinszky    | Agnieszka Radwańska 6-4, 6-2 (details) Johanna Konta       | Caroline Garcia 6-4, 7-6 (details) Simona Halep             |

### 2018–2020
| Toernooi         | 2018                                                       | 2019                                                      | 2020                                            |
| ---------------- | ---------------------------------------------------------- | --------------------------------------------------------- | ----------------------------------------------- |
| WTA Indian Wells | Naomi Osaka 6-3, 6-2 (details) Darja Kasatkina             | Bianca Andreescu 6-4, 3-6, 6-4 (details) Angelique Kerber | geen toernooi, als gevolg van de coronapandemie |
| WTA Miami        | Sloane Stephens 7-6, 6-1 (details) Jeļena Ostapenko        | Ashleigh Barty 7-6, 6-3 (details) Karolína Plíšková       | geen toernooi, als gevolg van de coronapandemie |
| WTA Madrid       | Petra Kvitová 7-6, 4-6, 6-3 (details) Kiki Bertens         | Kiki Bertens 6-4, 6-4 (details) Simona Halep              | geen toernooi, als gevolg van de coronapandemie |
| WTA Peking       | Caroline Wozniacki 6-3, 6-3 (details) Anastasija Sevastova | Naomi Osaka 3-6, 6-3, 6-2 (details) Ashleigh Barty        | geen toernooi, als gevolg van de coronapandemie |

## Statistieken

### Lijst van winnaressen
| titels | speelster            | land                |
| ------ | -------------------- | ------------------- |
| 6      | Viktoryja Azarenka   | Wit-Rusland         |
| 6      | Serena Williams      | Verenigde Staten    |
| 3      | Simona Halep         | Roemenië            |
| 3      | Petra Kvitová        | Tsjechië            |
| 3      | Agnieszka Radwańska  | Polen               |
| 3      | Maria Sjarapova      | Rusland             |
| 3      | Caroline Wozniacki   | Denemarken          |
| 2      | Naomi Osaka          | Japan               |
| 1      | Bianca Andreescu     | Canada              |
| 1      | Ashleigh Barty       | Australië           |
| 1      | Kiki Bertens         | Nederland           |
| 1      | Kim Clijsters        | België              |
| 1      | Caroline Garcia      | Frankrijk           |
| 1      | Jelena Janković      | Servië              |
| 1      | Svetlana Koeznetsova | Rusland             |
| 1      | Johanna Konta        | Verenigd Koninkrijk |
| 1      | Garbiñe Muguruza     | Spanje              |
| 1      | Flavia Pennetta      | Italië              |
| 1      | Aravane Rezaï        | Frankrijk           |
| 1      | Dinara Safina        | Rusland             |
| 1      | Sloane Stephens      | Verenigde Staten    |
| 1      | Jelena Vesnina       | Rusland             |
| 1      | Vera Zvonarjova      | Rusland             |
| 44     | TOTAAL               | TOTAAL              |

### Titels per land
| titels | land                |
| ------ | ------------------- |
| 7      | Rusland             |
| 7      | Verenigde Staten    |
| 6      | Wit-Rusland         |
| 3      | Denemarken          |
| 3      | Polen               |
| 3      | Roemenië            |
| 3      | Tsjechië            |
| 2      | Frankrijk           |
| 2      | Japan               |
| 1      | Australië           |
| 1      | België              |
| 1      | Canada              |
| 1      | Italië              |
| 1      | Nederland           |
| 1      | Servië              |
| 1      | Spanje              |
| 1      | Verenigd Koninkrijk |
| 44     | TOTAAL              |